# Brain-sur-l'Authion
Brain-sur-l'Authion is een plaats en voormalige gemeente in het Franse departement Maine-et-Loire in de regio Pays de la Loire en telt 3351 inwoners (2005).

## Geschiedenis
Toen op 22 maart 2015 het kanton Angers-Trélazé werd opgeheven werd de gemeente opgenomen in het op die dag gevormde kanton Angers-7. Op 1 januari 2016 werden in dit kanton de gemeenten van de Communauté de communes de la Vallée-Loire-Authion, met uitzondering van La Ménitré, samengevoegd tot de huidige gemeente Loire-Authion. Deze gemeente maakt deel uit van het arrondissement Angers.

## Geografie
De oppervlakte van Brain-sur-l'Authion bedraagt 23,0 km², de bevolkingsdichtheid is 145,7 inwoners per km².
De onderstaande kaart toont de ligging van Brain-sur-l'Authion met de belangrijkste infrastructuur en aangrenzende gemeenten.

## Demografie
Onderstaande figuur toont het verloop van het inwonertal.
Andard · Bauné · La Bohalle · Brain-sur-l'Authion · Corné · La Daguenière · Saint-Mathurin-sur-Loire